# Sempervivum ossetiense
Sempervivum ossetiense és una espècie de planta amb flors de la família de les crassulàcies (Crassulaceae) del gènere Sempervivum.

## Descripció
Sempervivum ossetiense creix com una roseta de poques fulles, gruixuda i gairebé esfèrica amb un diàmetre de fins a 3 cm i forma estolons de fins a 20 cm de llarg. Les fulles són borroses, a l'anvers lanceolades a allargades, a l'anvers lanceolades, són verdes i tenen una petita punta marró. El limbe foliar té uns 14 mm de llarg, 6 mm d'amplada i uns 4 mm de gruix.
Les tiges florals fan una llargada de fins a 9,5 cm. La inflorescència té poques flors. Tenen 10 flors d'un diàmetre d'uns 2,5 cm. Els seus pètals corbats cap amunt tenen una punta més fosca. Els sèpals tenen una franja central porpra ampla i vores rosades. Els estams són de color vermell carmesí. Les anteres amb punts vermells tenen una punta amb una petita punta adherida.

## Distribució i hàbitat
Sempervivum ossetiense es distribueix a Geòrgia al Caucas i a Ossètia sobre pedra calcària a una altitud d'uns 1520 m. L'espècie només se la coneix des de la ubicació tipus.

## Taxonomia
Sempervivum ossetiense va ser descrita per Royden Samuel Wale i publicat a Quarterly Bulletin of the Alpine Garden Society of Great Britain 10: 101, a l'any 1942.
Etimologia
Sempervivum: nom compost per a dues paraules llatines Semper ("sempre") i vivus ("vivent"). Són Sempervivum a causa de ser plantes perennes que mantenen les fulles a l'hivern, i ser força resistents a condicions dificultoses de creixement.
ossetiense: epítet llatí geogràfic que fa referència a Ossètia.